# Rhopalomeris tonkinensis
Rhopalomeris tonkinensis är en mångfotingart som beskrevs av Filippo Silvestri 1917. Rhopalomeris tonkinensis ingår i släktet Rhopalomeris och familjen klotdubbelfotingar. Inga underarter finns listade i Catalogue of Life.